# 恋は5時から
「恋は5時から」（こいはごじから）は千葉美加の5thシングル。1991年3月21日、CBS/SONY RECORDSから発売された。

## 内容
本人出演明治製菓「アセロラグミ」CMソング。
シングルでは初となる本人の作詞。ジャケット写真はノーメイクにしている。
CBS・ソニー時代最後の楽曲でありオリジナル・アルバム未収録曲。

## 収録曲
特記以外　作曲・編曲：梁邦彦
1. 恋は5時から
作詞：千葉美加
2. 夢みる力
作詞：岩里祐穂　作曲：Shoji